# Lữ Văn Hoán
Lữ Văn Hoán (chữ Hán: 吕文焕, ? - ?), người huyện An Phong, Túc Châu, là tướng lĩnh cuối đời Nam Tống, trấn thủ thành Tương Dương 6 năm, cuối cùng đầu hàng nhà Nguyên sau trận Tương Phàn, dẫn đường cho người Mông Cổ nam hạ.

## Đầu hàng nhà Nguyên
Văn Hoán là em trai của Kinh Hồ an phủ chế trí sứ Lữ Văn Đức, thường được Văn Đức gọi là Lữ lục , nên có lẽ ông là con trai thứ 6 trong nhà. Ban đầu, Văn Hoán phục vụ dưới quyền Văn Đức – vốn là tướng lãnh trọng yếu ở biên thùy nhà Tống. Không rõ Văn Hoán tòng quân từ khi nào, ghi chép sớm nhất cho biết vào năm Cảnh Định thứ 3 (1262), triều đình kết luận Văn Đức báo công sai sự thật, nên giáng cấp những tướng lãnh có tên trong biểu văn của ông ta; vì thế Văn Hoán bị lột 2 trật. Tháng 12 ÂL năm Hàm Thuần thứ 3 (1267), Lữ Văn Hoán được làm Tri Tương Dương phủ kiêm Kinh Tây an phủ phó sứ.
Văn Hoán trấn thủ Tương Dương, chống lại tướng Mông Cổ là A Truật; cho đến năm Hàm Thuần thứ 5, tức Chí Nguyên thứ sáu của Mông Cổ (1269), Sử Thiên Trạch đốc quân vây Tương Dương, Văn Hoán sai sứ tặng muối, trà. Văn Hoán tận lực kháng địch, nhưng tình thế ngày càng kém đi: trong thiếu thốn vật tư, ngoài không có viện quân, chỉ còn biết khóc ròng mà thôi. Tháng giêng năm thứ 10 (1273), tướng Nguyên là bọn A Lý Hải Nha chiếm Phàn Thành, Nguyên Thế Tổ giáng chiếu dụ hàng, Văn Hoán không đáp lại. Trước đó, Lưu Chỉnh đến trước thành chiêu hàng, bị nỏ bắn trúng tay; Chỉnh căm giận, đến nay đề nghị phá thành, A Lý Hải Nha không nghe, đích thân đến dưới thành gọi hàng. Văn Hoán nghi ngờ chưa quyết, A Lý Hải Nha lại bẻ tên mà thề, Văn Hoán cảm động rơi nước mắt, bèn nộp chìa khóa, cùng con trai ra hàng.

## Dẫn đường nam chinh
Tháng 4 ÂL, theo A Lý Hải Nha vào triều, lập tức dâng lên kế hoạch đánh Ngạc Châu, còn xin làm tiền phong, được phong là Chiêu dũng đại tướng quân, Thị vệ thân quân đô chỉ huy sứ, Tương Dương đại đô đốc. Tháng 2 ÂL năm thứ 11 (1274), được phong làm Tham tri chánh sự, hành tỉnh Kinh Hồ. Nguyên Thế Tổ mệnh cho Văn Hoán làm hướng đạo cho quân đội nam chinh, được soái lãnh bộ hạ cũ, đem theo thánh chỉ hứa hẹn đãi ngộ tốt với hàng tướng, để chiêu dụ các châu quận quân Nguyên chưa hạ được. Tháng 10 ÂL, Văn Hoán chiêu dụ thành Sa Dương không có kết quả, quân Nguyên đồ thành. Đến Tân Thành, Văn Hoán chiêu hàng đô thống Biên Cư Nghị, bị bắn tên trúng vào tay phải, ngã ngựa, suýt bị bắt, được bộ hạ nâng dậy mà chạy thoát. Quân Nguyên lại đồ thành, Cư Nghị tự thiêu cả nhà. Văn Hoán chiêu dụ bọn Tri Ngạc Châu Trương Yến Nhiên cùng bọn tướng lĩnh Trình Bằng Phi dâng châu quận, đem quân đội đến xin hàng. Khi ấy các tướng Tống ở ven Trường Giang đều là bộ tướng cũ của họ Lữ, tranh nhau đầu hàng. Tháng giêng ÂL năm thứ 12 (1275), quân Nguyên đến Giang Châu, Binh bộ thượng thư Lữ Sư Quỳ – con trai trưởng của Lữ Văn Đức – cùng quan thuộc Giang Châu đầu hàng; em họ Văn Hoán là Văn Phúc đang trên đường về cần vương, từ Nhiêu Châu đến Giang Châu xin hàng. Tạ thái hoàng thái hậu sai sứ gặp Văn Hoán xin dừng quân để nghị hòa, ông không nghe. Tháng 10 ÂL, quân Nguyên đến Thường Châu, sứ giả Nam Tống là Binh bộ thị lang Lữ Sư Mạnh – con trai thứ hai của Lữ Văn Đức – đến gặp chủ soái Bá Nhan lần thứ 2 mong muốn nghị hòa, ngầm xin Văn Hoán tán thành, ông không quan tâm. Tháng 12 ÂL, Văn Hoán đi trước tiếp nhận sự đầu hàng của quan thuộc tại phủ Bình Giang.
Năm thứ 13 (1276), quân Nguyên đến núi Cao Đình, nhà Tống xin hàng. Bá Nhan sai Văn Hoán vào Lâm An, tra xét thành trì, treo bảng vàng vỗ về quân dân trong ngoài, rồi vào cung an ủi Tạ thái hoàng thái hậu. Bá Nhan giam giữ Văn Thiên Tường trong quân, Thiên Tường mắng Bá Nhan thất tín. Văn Hoán ở bên cạnh khuyên giải, Thiên Tường mắng ông họp cả họ làm nghịch. Lữ Văn Hoán nói: "Thừa tướng sao lại mắng Hoán là loạn tặc?" Văn Thiên Tường nói: "Quốc gia bất hạnh đến hôm nay, mày gây tội đầu, mày không phải loạn tặc thì ai? Trẻ con 3 thước đều mắng mày, có riêng gì ta?" Lữ Văn Hoán nói: "Tôi giữ Tương Dương 6 năm không được cứu." Văn Thiên Tường nói: "Sức cùng viện tuyệt, thì chết để báo nước là được. Mày yêu thân tiếc vợ con, đã phụ nước, còn phá hoại tiếng tăm cả nhà. Nay họp cả họ làm nghịch, là tặc thần muôn đời đấy!" Văn Hoán rất hổ thẹn, còn tướng Nguyên là Toa Đô cũng phải khen: "Thừa tướng mắng họ Lữ hay lắm!".
Năm thứ 14 (1277), Văn Hoán được làm Trung thư tả thừa, tiếp tục làm Tuyên úy Giang Đông. Tháng 3 ÂL năm thứ 15 (1278), có chiếu cho Văn Hoán sai quan lại chiêu dụ những người có thể dùng được trong sanh/ thục khoán quân của nhà Tống, phát y phục lương hướng hàng tháng, những người không dùng được thì cho làm đồn điền ở gần đấy. Giang Đông đạo Án sát sứ A Bát Xích đòi Văn Hoán nộp vàng bạc, nhà cửa, nô tỳ, ông không nghe, nên bị A Bát Xích vu cáo "giấu riêng binh khí". Thế Tố mệnh cho Hành đài ngự sử đại phu Tương Uy xét án, A Bát Xích bị miễn quan. Năm thứ 23 (1286), Văn Hoán đang ở chức Giang Hoài hành tỉnh hữu thừa, xin cáo lão. Triều đình đồng ý, Văn Hoán mất ở nhà, không rõ khi nào.

## Dật sự
Năm Hàm Thuần thứ 5 (1269), Văn Hoán nghe tin triều đình muốn sai Cao Đạt đến cứu viện Tương Dương, đồng thời thay mình, thì không vui, nói chuyện với khách. Khách nói: "Dễ mà. Nay triều đình cho rằng Tương Dương nguy cấp, nên mới sai Đạt; ta hãy báo tiệp, ắt Đạt không được sai đến." Gặp lúc bắt được vài kỵ binh do thám của Mông Cổ, Văn Hoán bèn báo tin đại tiệp, mà không biết Giả Tự Đạo phản đối việc này, nên Cao Đạt không được dùng, thành ra cũng không có viện binh.